# Michael Pattmann
Michael Pattmann (* 1966 in Bochum) ist ein deutscher Schlagzeuger und Musikpädagoge.

## Leben
Pattmann besuchte an der Folkwang Universität der Künste in Essen die Soloklasse für Schlagzeug von Martin Schulz und schloss die Ausbildung mit dem Konzertexamen mit Auszeichnung ab. Darauf studierte er an der Hochschule für Musik und Tanz Köln Kammermusik bei Peter Eötvös. Er hat einen Lehrauftrag an der Folkwang Universität und leitete 2002 bis 2004 und erneut ab 2011 jährlich die Schlagzeugklasse bei den Stockhausentagen in Kürten.
Der Schwerpunkt seiner Arbeit ist die Interpretation zeitgenössischer Musik von der Orchester- über die Kammermusik bis zu Solowerken, von Schauspiel- und Filmmusiken bis zur Improvisations- und elektronische Musik. Er trat in zahlreichen europäischen Ländern, in  Asien und Amerika auf und produzierte Veröffentlichungen auf Tonträgern, durch Mitschnitte und Aufzeichnungen für Hörfunk- und Fernsehanstalten. Zu Beginn seiner Laufbahn setzte er sich insbesondere mit deem Werk Karlheinz Stockhausens auseinander. Daneben arbeitete er mit mehreren Ensembles für neue Musik zusammen. So ist er seit 1998 Schlagzeuger im ohton-ensemble in Oldenburg, war 1999 Gründungsmitglied des Ensembles e-mex in Köln und Mitglied des ensemble apostrophe für Elektronik, Posaune und Schlagzeug und des ensemble linea in Strasburg.